# Hanna Rosvall
Hanna Rosvall (Ängelholm, 10 febbraio 2000) è una nuotatrice svedese, specializzata nello stile rana.

## Palmarès
- Mondiali

Doha 2024: argento nella 4x100m misti.
- Mondiali in vasca corta

Abu Dhabi 2021: oro nella 4x50m misti e nella 4x100m misti, argento nella 4x50m sl.
Melbourne 2022: bronzo nella 4x50m misti.
- Europei

Roma 2022: oro nella 4x100m misti.
- Europei in vasca corta

Copenhagen 2017: oro nella 4x50m misti.
Kazan' 2021: argento nella 4x50m misti.
- Europei giovanili

Netanya 2017: bronzo nei 100m farfalla.